# Melanostomias pollicifer
Melanostomias pollicifer és una espècie de peix de la família dels estòmids i de l'ordre dels estomiformes.
És un peix marí i d'aigües profundes. Es troba a les regions tropicals i subtropicals de l'Índic i de l'oest del Pacífic.